# Bist du bei mir
Bist du bei mir, geh ich mit Freuden ist eine Arie aus Gottfried Heinrich Stölzels Oper Diomedes, die 1718 uraufgeführt wurde. Die Arie ist bekannt als Bist du bei mir (BWV 508), eine Version für Singstimme und Continuo, die als Nr. 25 im Notenbüchlein für Anna Magdalena Bach von 1725 zu finden ist.

## Geschichte
Stölzels Oper Diomedes wurde am 16. November 1718 in Bayreuth aufgeführt. Es gibt Spekulationen darüber, wie die Arie Bist du bei mir 1725 im Haushalt der Bachs in Leipzig Jahre bekannt wurde, als Anna Magdalena Bach, Johann Sebastian Bachs Frau, eine Bearbeitung der Arie in ihr zweites Notizbuch kopierte. Die Forschung des 21. Jahrhunderts hat gezeigt, dass vor allem in der Zeit von Mitte der 1720er bis Mitte der 1730er Jahre mindestens mehrere Dutzend, vielleicht sogar über hundert Kompositionen von Stölzel von Bach oder seinen Familienmitgliedern in ihrer öffentlichen und privaten Musikpraxis übernommen wurden. Wie diese Musik von Stölzel zu den Bachs gelangte, ist nur indirekt belegt. Bach und Stölzel hielten sich zu verschiedenen Zeiten an denselben Orten auf und hatten gemeinsame Bekannte, aber ob sie sich persönlich begegnet sind, kann nur vermutet werden. 

## Stölzel und Bach

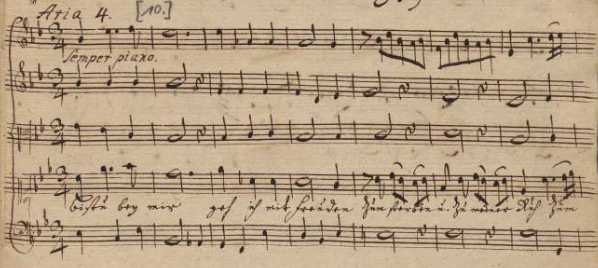
Erstes System der Orchesterfassung von Stölzels Bist du bei mir, wie um 1723 kopiert

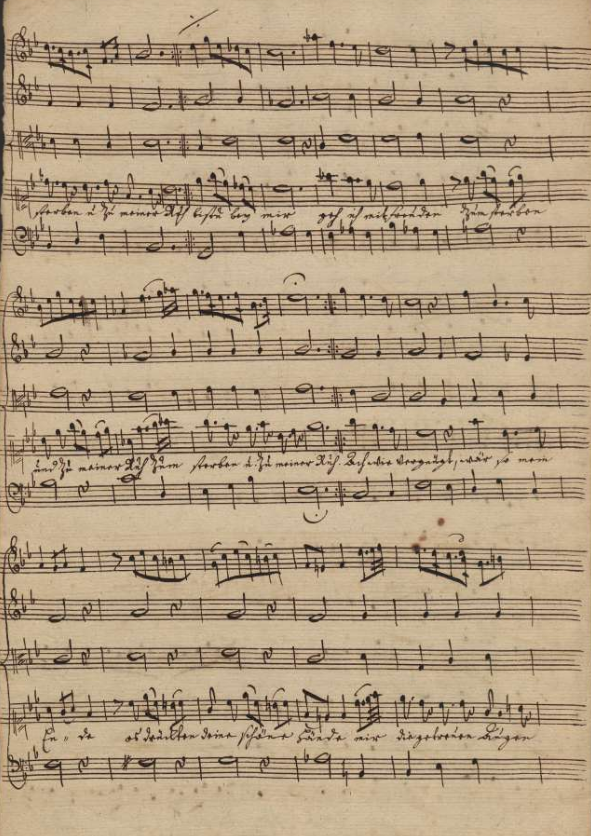
Orchesterfassung von Stölzels Bist du bei mir (2. bis 4. System)

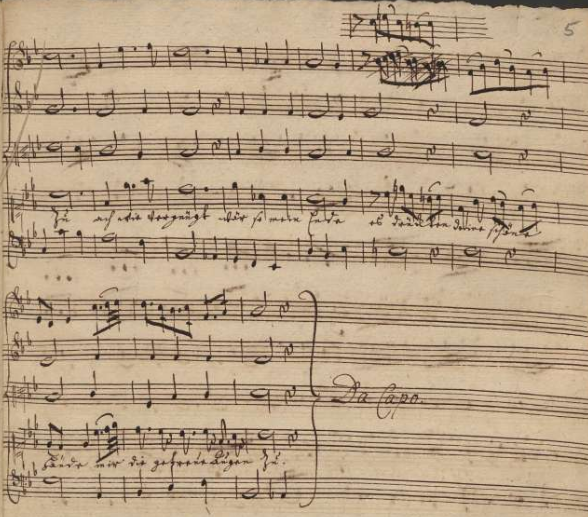
Orchesterfassung von Stölzels Bist du bei mir (5. und 6. System)

Von 1707 bis 1710 war Stölzel Student an der Universität Leipzig. Melchior Hoffmann war zu dieser Zeit Dirigent des von Telemann gegründeten Collegium Musicum, das Johann Georg Pisendel als Konzertmeister hatte. Hoffmann war Musikdirektor der Neuen Kirche, und seine Opern wurden bei der Wiedereröffnung der Oper am Brühl 1708 aufgeführt. Stölzel, der sein Interesse an der Musik kultivieren wollte, besuchte diese Stätten des gehobenen Leipziger Musiklebens. Schließlich wurde er Assistent Hoffmanns, zunächst als Kopist, und später, kurz bevor er Leipzig verließ, sah er seine ersten Kompositionen unter Hoffmanns Leitung aufgeführt.
In den Jahren 1711 und 1717 besuchte Bach den Gothaer Hof. 1711 wurde er als Organist angestellt, und beim zweiten dieser Besuche führte er in der Karwoche seine sogenannte Weimarer Passion auf. 1717 zog Stölzel nach Bayreuth, wo er den Auftrag erhielt, Kirchenmusik für die zweite Hundertjahrfeier des Reformationstages (31. Oktober) zu schreiben. Für den 39. Geburtstag von Georg Wilhelm, Markgraf von Brandenburg-Bayreuth am 16. November komponierte er die theatralische Serenata Der Liebe Sieges- und Friedes-Palmen. Für den nächsten Geburtstag des Markgrafen schrieb er Diomedes oder die triumphierende Unschuld, eine groß angelegte Oper, die am 16. November 1718 aufgeführt wurde. Bevor er im folgenden Jahr nach Gotha zog, wo er für den Rest seines Lebens bleiben sollte, komponierte Stölzel noch ein weiteres Geburtstagsständchen für den Markgrafen in Bayreuth.
1720, drei Jahre vor seiner Ernennung zum Thomaskantor in Leipzig, begann Johann Sebastian Bach mit dem Klavierbüchlein für seinen ältesten Sohn Wilhelm Friedemann, in das Wilhelm Friedemann einige Jahre später eine viersätzige Clavier-Suite von Stölzel kopierte, die sein Vater mit einem Trio (BWV 929) ergänzte. 1725 begann Johann Sebastian mit dem zweiten Notenbüchlein für seine zweite Frau Anna Magdalena. Inzwischen hatte er seine Stelle als Kantor und Musikdirektor in Leipzig angetreten; neben vielen anderen Aufgaben, die mit diesem Titel verbunden waren, war ihm nun auch die Musik in der Neuen Kirche unterstellt. Ab 1729 wurde er auch Direktor des von Telemann gegründeten Collegium Musicum.
Zwischen 1734 und 1740 trug Anna Magdalena Bach eine Fassung für Singstimme und Continuo von Bist du bei mir in ihr zweites Notizbuch ein.

## Text und Musik
In den Manuskripten aus dem 18. Jahrhundert ist Bist du bei mir eine Da-Capo-Arie für Sopran in Es-Dur, im 3⁄4-Takt. Der Text ist auch im gedruckten Libretto von Stölzels Diomedes-Oper erhalten. Diomedes singt die Arie in der 8. Szene des 3. Aktes der Oper, gerichtet an Pulcheria, die Kronprinzessin von Trapezunt:

„Bist du bei mir, geh ich mit Freuden

zum Sterben und zu meiner Ruh.

Ach, wie vergnügt wär so mein Ende,

es drückten deine schönen Hände

mir die getreuen Augen zu.“